# 国籍法 (日本)
国籍法（こくせきほう、昭和25年5月4日法律第147号）は、日本国憲法第10条の委任により、日本国籍の所有者たる要件に関する日本の法律である。
主務官庁は、法務省民事局民事第一課である。この法律の制定に伴い、それまでの（旧）国籍法（明治32年法律第66号）は廃止された。本文は第1条から第20条までで構成される。

## 内容
- 目的（第1条）
- 出生による国籍の取得（第2条）
- 認知された子の国籍の取得（第3条）
- 帰化（第4条 - 第10条）
- 国籍の喪失（第11条 - 第13条）
- 国籍の選択（第14条 - 第16条）
- 国籍の再取得（第17条）
- 法定代理人がする届出等（第18条）
- 省令（法務省令）への委任（第19条）
- 罰則（第20条）
- 附則

## 日本国籍の取得要件

### 出生による国籍取得（第2条）
生まれながらに国籍取得（ただし出生により外国の国籍を取得した日本国民で国外で生まれた者は国籍留保届（出生後3か月以内に提出）を提出しなかったときはさかのぼって国籍を喪失する（再取得制度あり））
1. 出生の時に父又は母が日本国民であるとき
父のみが日本国民である場合は、父母が法律婚をしている場合か、父が胎児認知（出生前に認知）をすることを要する。出生後に認知をした場合については3条が規定する。
2. 出生前に死亡した父が死亡の時に日本国民であったとき
3. 日本で生まれた場合において、父母がともに知れないとき、又は国籍を有しないとき。

昭和59年12月までは父系主義が採られ、外国人父と日本人母の間に生まれた子には日本国籍が与えられなかったが、無国籍児が問題化して現行規定への改正が行われ、昭和60年1月1日から施行された。経過措置として、昭和40年1月1日から昭和59年12月31日までに外国人父と日本人母の間に生まれた子で、母が現に日本人、または母の死亡時に日本人であるときは、施行日から3年以内に法務大臣に届け出ることにより日本国籍を取得することができるとされた。

### 認知された子の国籍取得（第3条）
法務大臣へ届出時に国籍取得
父または母が認知した子で18歳未満の者（日本国民であったものを除く）で、認知をした父又は母が子の出生の時に日本国民であった場合において、その父又は母が現に日本国民であるとき、又はその死亡の時に日本国民であったとき。
例えば、父が日本人で母が外国人で父母の間に婚姻関係がなく生前に父が認知していない場合、出生時に父と子の間に法律上の親子関係がないため子はそのままでは日本国籍を取得できない。そこで、父が生後に子を認知した場合に、父と子の間に法律上の親子関係が生じるが、そのことをもって直ちに日本国籍の取得を認めることは、子にとって必ずしも適当ではない場合があるので、認知後法務大臣に対する届出によって日本国籍の取得を認める制度である。なお、父が外国人で母が日本人の場合は、出生の事実により母と子の間に法律上の親子関係が認められるので、本条によらず2条により出生時に子は日本国籍を取得する。父が日本人で母が外国人の場合で、父が子を胎児認知した場合も、出生時に父と子の間に法律上の親子関係が生じるので本条によらず、2条により出生時に子は日本国籍を取得する。

#### 2008年（平成20年）成立・2009年（平成21年）施行の改正
2008年（平成20年）12月31日まで本条による国籍取得は、父の認知に加え、父母の婚姻をも要件としていた。このことについて、出生後に父母が法律婚をして婚姻準正された子には日本国籍が認められることと比較して、準正を受けない子が日本国籍を取得できないのは法の下の平等に反するとして、本規定の合憲性につき裁判で争われたが、2008年（平成20年）6月4日最高裁判所大法廷は本規定が憲法第14条に違反するとして、日本国籍を認めなかった2審判決を破棄し、準正を受けない子の日本国籍取得を認めた（参照：違憲判決、婚外子国籍訴訟、非嫡出子）。
この判決を受け、法務省では国籍法改正の検討を開始し、当分の間は非嫡出子からの国籍取得届の扱いは留保させる形とした。その後の2008年（平成20年）12月5日、父母の婚姻を国籍取得要件から外し、日本人の親に認知されることだけを要件とするとともに、偽装認知に1年以下の懲役又は20万円以下の罰金を科すことを骨子とする国籍法改正案が自公内閣から提出された。
しかし、この改正については成立前から保守系メディアやネット上で偽装認知に悪用されるおそれがあるとの大きな反対論が巻き起こり、自民党の保守派議員や民主党の保守派議員や国民新党、新党日本、川田龍平などの反対派が認知の届出の際にDNA鑑定の義務づけを要求したが、法案には盛り込まれなかった。偽装認知の防止策として、疑義がある場合は、父親と子供が一緒に写った写真の提出を可能な限り求めること、施行状況を半年ごとに国会に報告し、科学的な確認方法の導入を検討することが決まった。この法案は衆議院では第一党である自民党も含め、全会一致で可決し、参議院では国民新党・新党日本の反対があったものの賛成多数で可決され、成立し、2009年（平成21年）1月1日施行された。
これにより、日本人父と外国人母の子で生前認知を受けていない子が日本国籍を取得する方法は、父母の婚姻の有無にかかわらず父の認知を受けるか、あるいは強制認知の確定判決を得て法務局で法務大臣宛てに国籍取得届を提出する方法により、日本国籍を取得することが可能となる。この場合、国によっては国籍取得届の提出とともに外国籍を自動喪失する場合があるので注意が必要である。

##### 経過措置
2009年（平成21年）1月1日より、認知された子について、父母の婚姻要件が外されることに伴う経過措置は以下のようになっている。
- 1983年（昭和58年）1月2日以後に出生し、出生時及び届出時（死亡している場合は死亡時）に父が日本人であり、20歳に達する前に認知された者（ただし、以下の要件に該当するものを除く）　2011年（平成23年）12月31日まで届出をすることにより届出時に国籍取得
- 1985年（昭和60年）1月1日から2002年（平成14年）3月31日まで国籍取得届を提出したが父母が婚姻していないため日本国籍を取得できない者　2009年（平成21年）1月1日から2011年（平成23年）12月31日まで国籍取得届を提出することで新たな届出をした時に国籍取得
  - 上記の子で父又は母が最初の届出をしてから新たな届出をする前の間に生まれた子　2009年（平成21年）1月1日から2011年（平成23年）12月31日まで国籍取得届を提出することで届出をした時に国籍取得
- 2003年（平成15年）1月1日から2008年（平成20年）6月4日まで国籍取得届を提出したが父母が婚姻していないため日本国籍を取得できない者　2009年（平成21年）1月1日から2011年（平成23年）12月31日まで国籍取得届を提出することで最初の届出をした時に国籍取得
- 2008年（平成20年）6月5日から2008年（平成20年）12月31日まで国籍取得届を提出したが父母が婚姻していないため日本国籍を取得できない者　2008年（平成20年）12月31日まで国籍取得の反対の意思を表示しない限り国籍取得届を提出した日に国籍取得

なお、上記の届出をしようとする者が天災その他その責めに帰することができない事由によって上記の期間内に届け出ることができないときは、その届出の期間は、これをすることができるに至った時から3ヶ月とする。

### 帰化による国籍取得（第4条～第9条）
法務大臣の許可により官報告示日に国籍取得

#### 普通帰化（第5条）
少なくとも、以下の要件を満たすこと（最低要件）が必要であるが、以下の要件を満たしたからといって必ず帰化が許可されるというものではないこと（例えば、日本語による読み書きができることなどが必要であるとされている）に注意を要する。
1. 引き続き5年以上日本に住所を有すること（居住要件）
2. 18歳以上で本国法によって行為能力を有すること（能力要件）
3. 素行が善良であること（素行要件）
4. 自己又は生計を一にする配偶者その他の親族の資産又は技術によって生計を営むことができること（生計要件）
5. 国籍を有せず、又は日本の国籍の取得によってその国籍を失うべきこと
  - 外国人がその意思にかかわらずその国籍を失うことができない場合において、日本国民との親族関係又は境遇につき特別の事情があるときは、帰化を許可することができるとされている（第2項）
6. 日本国憲法施行の日である1947年（昭和22年）5月3日以後において、日本国憲法又はその下に成立した政府を暴力で破壊することを企て、若しくは主張し、又はこれを企て、若しくは主張する政党その他の団体を結成し、若しくはこれに加入したことがないこと

#### 簡易帰化（第6条～第8条）
一定の要件の下（日本人との親戚関係など）に、居住要件、能力要件、生計要件が緩和、免除される場合がある。

#### 大帰化（第9条）
日本に特別の功労がある外国人に対し、国会の承認を経て特別に普通帰化の要件を満たさなくても帰化を許可できる規定だが、2024年現在、実際に本規定が適用された外国人はいない。

### 国籍の再取得制度（第17条）
国籍留保届の未提出により国籍を喪失した者のうち、18歳未満のもので、日本に住所を有するときは、法務大臣への届出の日に国籍を再取得する（第17条第1項）
官報による公示による催告を受けて、国籍選択をせずに国籍を喪失した場合に、日本国籍を失ったことを知った日から1年以内に法務大臣に届け出ることによって、国籍を再取得できる。ただし、天災等その者の責めに帰することができない事由によってその期間内に届け出ることができないときは、その期間はこれをすることができるときに至ったときから1月とする（第17条第2項）

## 日本国籍の喪失要件

### 自動的に国籍を喪失する場合
自己の志望によって外国の国籍を取得した時（第11条第1項）
外国の国籍を有する日本国民については、その外国の法令によりその国の国籍を選択した時（第11条第2項）

### 手続をしないことによって自動的に国籍を喪失する場合
出生により外国の国籍を取得した日本国民で国外に生まれたもので、国籍留保届出を提出しなかったときは、出生時にさかのぼって国籍を喪失する（第12条）

#### 再取得制度
18歳未満のもので、日本に住所を有するときは、法務大臣への届出の日に国籍を再取得する（第17条第1項）

### 届出によって国籍を喪失する場合
外国の国籍を有する日本国民は、法務大臣に届け出ることで、日本国籍を離脱できる（第13条）

### 手続をしないことによって催告により国籍を喪失する場合
外国の国籍を有する日本国民で、18歳に達する前に外国国籍を有することとなったものについては20歳になるまでに、18歳に達した後に外国国籍を有することとなったものについてはその時から2年以内に、いずれかの国籍の選択をしなければならない（第14条1項）。
この国籍選択の届け出を期限までに行わないものに対して、法務大臣は書面により国籍選択の催告をすることができ（第15条1項）、この催告を受けて1か月以内に日本国籍の選択を行わないときは、当該1か月の期間が経過した時に日本国籍を喪失する（第15条3項）。
ただし天災等によりその期間内に国籍を選択できなかった場合で、2週間以内に日本国籍を選択したときはこの限りではない（第15条第3項）

#### 再取得制度
官報による公示による催告を受けて、国籍選択をせずに国籍を喪失した場合に、日本国籍を失ったことを知った日から1年以内に法務大臣に届け出ることによって、国籍を再取得できる。ただし、天災等その者の責めに帰することができない事由によってその期間内に届け出ることができないときは、その期間はこれをすることができるときに至ったときから1月とする（第17条第2項）

### 法務大臣による国籍喪失宣言
選択の宣言をした日本国民で外国の国籍を喪失していないものが自己の志望によりその外国の公務員の職（その国の国籍を有しない者であっても就任できる職を除く）に就任した場合で、その就任が日本の国籍を選択した趣旨に著しく反する場合は、法務大臣はその者に対し日本の国籍の喪失を宣言することができ、宣告の告示があった日に日本国籍を喪失する。

## 多重国籍者の国籍選択制度
外国の国籍も有する日本国籍保持者は、外国及び日本の国籍を取得した時が18歳未満のときは、20歳までに（多重国籍で出生した場合は20歳の誕生日までに）、取得が18歳の誕生日以降であったときは取得時から2年以内に国籍の選択をしなければならないとされている（第14条第1項）。
その場合において、日本の国籍を選択する場合は、外国の国籍を離脱する（事後に外国国籍喪失届提出）か、国籍選択宣言（日本の国籍を選択し、かつ、外国の国籍を放棄する宣言）を行うことによってする。しかし、日本の官庁に提出する国籍選択宣言によって当然に外国の国籍を離脱したことになるわけでない。放棄しようとする国の国籍法の定めによって国籍を離脱することになる場合もあるが、多重国籍状態が国籍選択宣言を行うことによって直ちに解消されるとは限らない。日本法によって外国の国籍を喪失させることはその国への内政干渉になるため不可能である。さらに一方の国籍を抹消するには、その国、つまりは放棄しようとする国の法律に従って手続きを進める必要がある為、その手続きが完了するまではどちらにせよ多重国籍状態のままである。その上、ブラジル等などそもそも国籍を離脱できない国、国籍を離脱するのが困難な国もある為、ほぼ必然的に多重国籍状態となる。
日本の国籍の選択の宣言をした者は、外国の国籍の離脱に努めなければならないという努力義務規定がある（第16条第1項）が、後述するように、その国の国籍が必要な外国の公務員となった場合に、日本国籍を失う可能性があるだけで、外国籍を離脱しないことについての罰則もない。その結果、主に出生地主義の国で生まれた重国籍者が多数存在すると思われるが、実態は明らかでなく、国政選挙権も含めて、日本国籍だけを有する者と平等に扱われている。
なお、重国籍となってから2年以内（18歳未満で重国籍となった場合は20歳に達するまで）に国籍を選択しなかった者について、市町村長はその旨を管轄法務局または地方法務局に通知することとされており（戸籍法第104条の3。ただし、1984年（昭和59年）以前に出生した者については、昭和60年以降外国人との婚姻若しくは養子縁組又は外国人からの認知により重国籍者となったと思料されるものに限り通知される。）、法務大臣による催告が行われた場合は、1月以内に国籍選択をしないと日本国籍を喪失することとされている（第15条。もっとも、実際に法務大臣による催告が行われた事例は2010年（平成22年）2月現在ない。これはみなし規定を除き、帰化等国籍の得喪に関する事務を取り扱う、地方法務局戸籍課の所管である）。
1984年（昭和59年）以前に既に多重国籍であった日本人は、1985年（昭和60年）改正法施行の日（1985年（昭和60年）1月1日）に多重国籍になったものと見なされる。その時点で未成年であった者は22歳に達するまでに、すでに成人であった者は2年以内に国籍の選択をしない場合、日本の国籍の選択の宣言をしたものと見なされる（国籍法及び戸籍法の一部を改正する法律（昭和59年法律第45号）附則第3条（国籍の選択に関する経過措置））。
日本の国籍の選択の宣言をすると、法務大臣は、外国の国籍を失っていない者が自己の志望によりその外国の公務員の職（その国の国籍を有しない者であつても就任することができる職を除く）に就任した場合において、その就任が日本の国籍を選択した趣旨に著しく反すると認めるときは、その者に対し日本の国籍の喪失の宣告をすることができる（第16条第2項）。実際に宣告がされた例はないようだが、日本以外の公務員になることに興味のある人は、注意が必要である。
帰化申請など、自己の志望によつて外国の国籍を取得したときは、自動的に日本国籍を失う。また、出生や結婚などが理由の、自己の志望によらない重国籍者であっても、日本以外に持っている国籍、市民権の有るの国の法令に、国籍選択の宣言のような制度があり、その制度によりその国の国籍を選択したときは、日本の国籍を失う。どちらの場合も、外国の国籍担当機関と日本の法務当局のデータが自動連動しているわけではないため、戸籍の台帳上の記載が直ちに物理的に消去されることはないが、外国籍、市民権の取得と同時に日本国籍を喪失する。これらの要因で日本国籍を喪失した者は、一定の期間内にその旨を届けなければならず（戸籍法第103条）、これにより戸籍にも日本国籍喪失の旨が反映されることになる。なお、アメリカやカナダ、オーストラリアなどに移住して、市民権を取得した日本人の中で、国籍喪失届を提出するのは「1割」と言われている。日本人の市民権取得について、個人情報管理を日本より厳格に運用している外国政府が日本政府に通報しない現状では、下記のドイツ以外の場合、第11条で、国籍を失った後、戸籍簿の更新がされていない事が多い。それは、戸籍簿の更新が、主に前述の喪失の届け出に頼っているためである。戸籍簿が更新されていないからといって、国籍を失っていないわけではないが、国籍を失っているかどうかを、事務的にも、心理的にも、把握するのが難しい、主な要因になっている。ドイツ以外の他のG8同様に、「喪失する」を「喪失しない」に法改正する事が急務であると考え、活動している人たちもいる。
なお、ドイツ-日本間には「通報制度」が取りきめられており、ドイツ国籍を取得した日本人については、その旨を在独日本大使館・総領事館に通告する。通告を受けて、日本側で日本国籍の喪失・離脱手続きが開始される。(根拠法：ドイツ国籍法9条、ドイツ外国人法85条）。またスペインは基本的に旧植民地諸国（ブラジルやプエルトリコを含む中南米、フィリピンなど）以外との二重国籍は認めておらず（主要国としては、2021年に条約でフランスとの間で二重国籍が可能に）、日本人がスペイン国籍を取得する場合、スペイン側から国籍の離脱を要求されることになり、国籍取得後3年以内に元の国籍の使用が明らかになった場合にはスペイン国籍が抹消される。
日本弁護士連合会は、2008年に「国籍選択制度に関する意見書」、2017年に「国籍留保・喪失制度に関する意見書」を公表している。 また、2021年には「日台複数籍者の国籍選択に関する人権救済申立事件（勧告）」を公表し、「日台複数籍者は国籍法１４条に基づく選択義務を負わないと解すべきである」との判断を示したうえで、内閣総理大臣および法務大臣宛てに「日台複数籍者に国籍法１４条が規定する国籍選択を求めてはならない。」「日台複数籍者に対して，日本国籍の選択宣言を行わなかったとしても，国籍法上の義務違反に当たらないことを周知徹底するべき。」との勧告を行っている。

## 法定代理人等による届出（第18条）
国籍に関する届出・申請は、本人が15歳未満であるときは法定代理人（親権者等）が代わって行うこととされている。15歳以上の場合は、未成年者であっても本人が直接届出や申請等を行わなければならない。
国籍選択等の手続について、15歳未満の場合、親権者が本人の合意がなくても、届出をすることができることについては、本人の国籍に関する自己決定権を害するのではないかという懸念もないわけではない。